# Gamping (Suruh)
Gamping is een bestuurslaag in het regentschap Trenggalek van de provincie Oost-Java, Indonesië. Gamping telt 3993 inwoners (volkstelling 2010).